# Repubblica Democratica Araba dei Sahrawi
La Repubblica Democratica Araba dei Sahrawi (in arabo الجمهورية العربية الصحراوية الديمقراطية‎?, Al-Jumhūrīyya al-`Arabīyya aṣ-Ṣaḥrāwīyya ad-Dīmuqrātīyya) oppure Repubblica Saharaui, conosciuta semplicemente come Sahara Occidentale; è uno Stato parzialmente riconosciuto a livello internazionale da 87 Paesi membri dell'ONU. Per le Nazioni Unite è ancora formalmente un Territorio non autonomo. Esso è collocato a sud del Marocco, aspira alla sovranità nazionale ed al completo riconoscimento a livello internazionale.

## Storia
La proclamazione della Repubblica Democratica Araba dei Sahrawi fu dichiarata dal Fronte Polisario il 27 febbraio 1976 a Bir Lehlu, nell'allora Sahara spagnolo, poche ore prima del ritiro delle truppe spagnole, che lasciarono il controllo della regione alle truppe marocchine. Questo causò un conflitto che si concluse con il cessate il fuoco del 1991.
La Repubblica fonda la sua legittimazione territoriale sul principio di intangibilità dei confini coloniali e di conservazione dello status quo ante bellum.
Il governo in esilio ha sede formalmente a El Aaiún, ma di fatto presso il campo profughi di Tindouf in Algeria. 
La repubblica Sahrawi dichiara di governare sul 20-25% del territorio, mentre il Marocco controlla il restante territorio conteso. La porzione di territorio sulla quale la repubblica Sahrawi esercita un effettivo controllo si trova a est del Muro marocchino.
La repubblica esercita il potere sovrano sulle cinque zone autonome dei campi profughi Sahrawi a sud di Tindouf in Algeria e su circa un quarto del territorio del Sahara Occidentale, detta zona libera, ai confini con l'Algeria e la Mauritania. Rifacendosi al diritto di autodeterminazione dei popoli è in attesa dal 1991 del referendum per l'autodeterminazione (indipendenza o integrazione con il Marocco), programmato per l'eventuale presa in possesso del Sahara Occidentale, da effettuarsi con l'accordo tra Regno del Marocco e Fronte Polisario ed è affidato dalle Nazioni Unite alla missione MINURSO.

## Relazioni internazionali
Il Sahara Occidentale è nella lista delle Nazioni Unite dei territori non autonomi. All'incirca 82 Stati dell'ONU hanno riconosciuto la Repubblica Sahrawi (RADS). Alcuni stati hanno tuttavia in seguito annullato il riconoscimento diplomatico.
La RADS è membro dell'Unione africana.

## Valuta
La valuta ufficiale della RADS è la peseta sahrawi. Viene però di fatto comunemente usato anche il dirham marocchino.

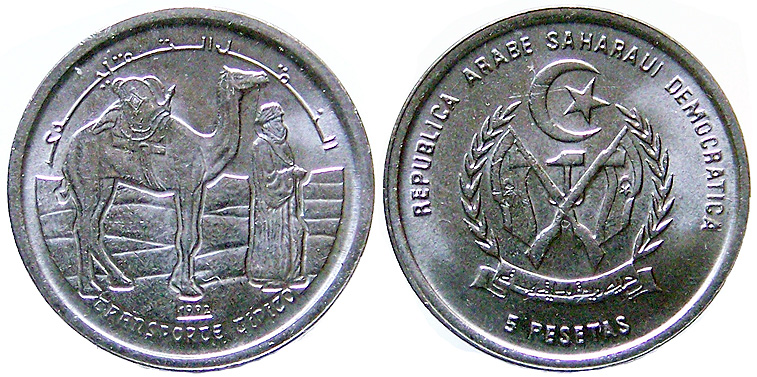
5 Peseta sahrawi
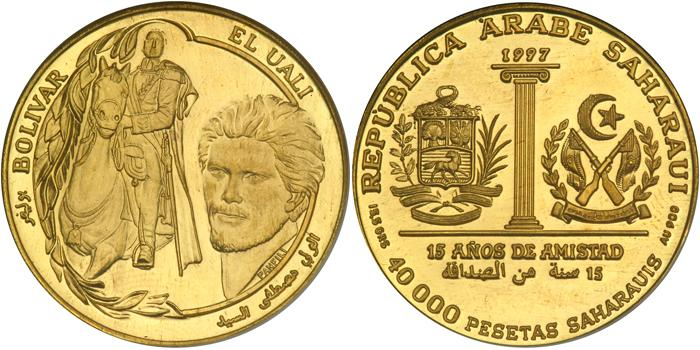
40.000 Peseta sahrawi